# Берёзовые ворота
Берёзовые воро́та — каменные ворота, расположенные на восточной границе Дворцового парка в городе Гатчина Ленинградской области. Сооружение построено в конце XVIII века по проекту известного архитектора Винченцо Бренны и по архитектонике не имеет аналогов среди других дворцово-парковых сооружений пригородов Санкт-Петербурга. Берёзовые ворота считаются одним из лучших творений архитектора в гатчинском дворцово-парковом ансамбле.
Относительно городской застройки находятся на продолжении улицы Хохлова, идущей из района Гатчины Хохлово поле в юго-западном направлении. Со стороны города рядом расположена усадьба Рождественского, в здании которой находится городской и районный отделы ЗАГС. Со стороны парка ближайшая достопримечательность — Берёзовый домик и портал «Маска».
Административно входят в состав государственного художественно-архитектурного дворцово-паркового музея-заповедника «Гатчина». В СССР входили в списки недвижимых памятников истории и культуры государственного значения. Включены в перечень объектов культурного наследия федерального значения Российской Федерации.
Нуждаются в реставрации.

## Описание
Уникальные по композиционному решению для парков пригородов Санкт-Петербурга, Берёзовые ворота служат восточным входом в Дворцовый парк. В плане парка ворота находятся на одной из двух основных умозрительных осей, проходящей приблизительно в направлении юг — север через Большой Гатчинский дворец, и задают одну из отправных точек наиболее интересных маршрутов осмотра парка. Входят в одну из частей Дворцового парка, Английский сад, образуя вместе с комплексом Берёзового домика и прилегающей территорией условный участок, именуемый «Берёзовым».
В композиции ворот выделяются три части. Основной массив сооружения создают два симметричных, прямоугольных в плане павильона (кордегардии), играющих роль пилонов, поддерживающих верхний ярус ворот и обрамляющих высокий арочный проезд. Верхнюю часть павильонов венчают карнизы и расположенные выше площадки, обнесённые аттиковыми стенками с каменными балясинами. Конструкция ворот создаёт впечатление свода, покоящегося на карнизах пилонов.
В павильонах находятся помещения, входы в которые расположены на внутренней стороне ворот, в проезде. Помещения освещаются через окна на торцевых фасадах. На внешних фасадах павильонов имеются полуциркульные ниши, в которых, по замыслу архитектора, должны были быть установлены статуи.

### Центральная часть

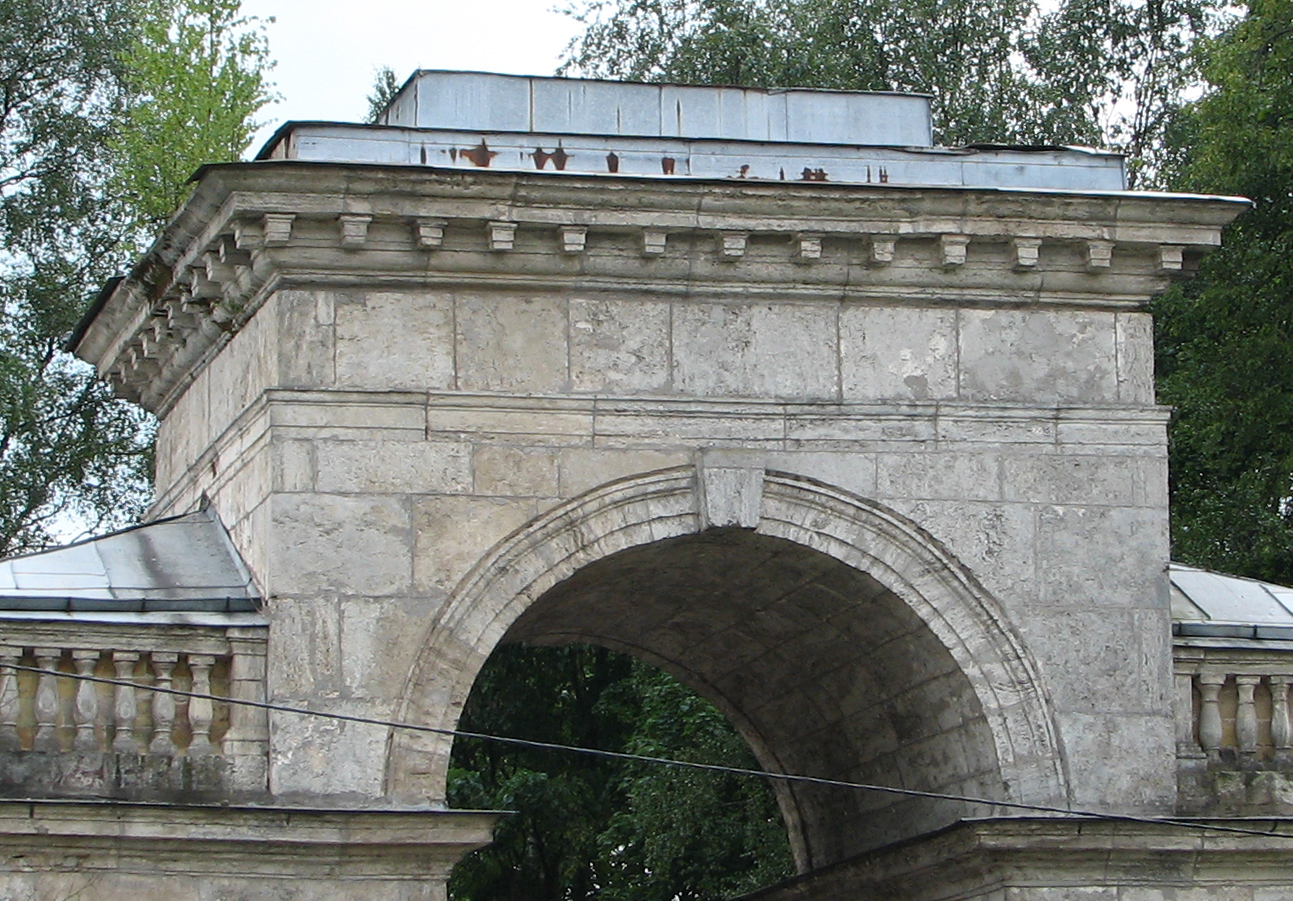
Верхний ярус

Доминирующей частью ворот является верхний ярус, задающий общую высоту ворот в 12,7 метра. Нижняя часть фасада центральной части содержит арочный пролёт с профилированным архивольтом, увенчанным замковым камнем. Верхняя часть фасада завершается классическим антаблементом с карнизом, покоящемся на 48 каменных кронштейнах, идущих по всему периметру верхнего яруса. Центральная часть ворот задаёт высоту проезда, составляющую 9 метров.

### Боковые пилоны
Кордегардии более насыщены архитектурно-декоративными элементами. Нижняя часть павильонов выделяется с помощью небольшого цоколя. По фасадным сторонам кордегардий расположены глубокие ниши, полукруглые в профиле. Над нишами выступает фигурный край рельефного панно, находящегося в верхней части павильонов. Ещё выше расположен классический антаблемент, охватывающий все четыре стороны каждой из кордегардий. Оконные проёмы боковых фасадов ворот имеют прямоугольную форму и вписаны в полуциркульные углубления. Наличники окон прямолинейные и в верхней части завершаются профилированными сандриками. Дверные проёмы, расположенные под аркой, содержат в верхней части рельефные сандрики, поддерживаемые кронштейнами. Ещё выше располагается панно, окружённое углублённой рамкой прямоугольной формы.
Пилоны завершаются площадками, обнесёнными балюстрадой и имеют общую высоту 8 метров. Площадки покрыты железной кровлей.

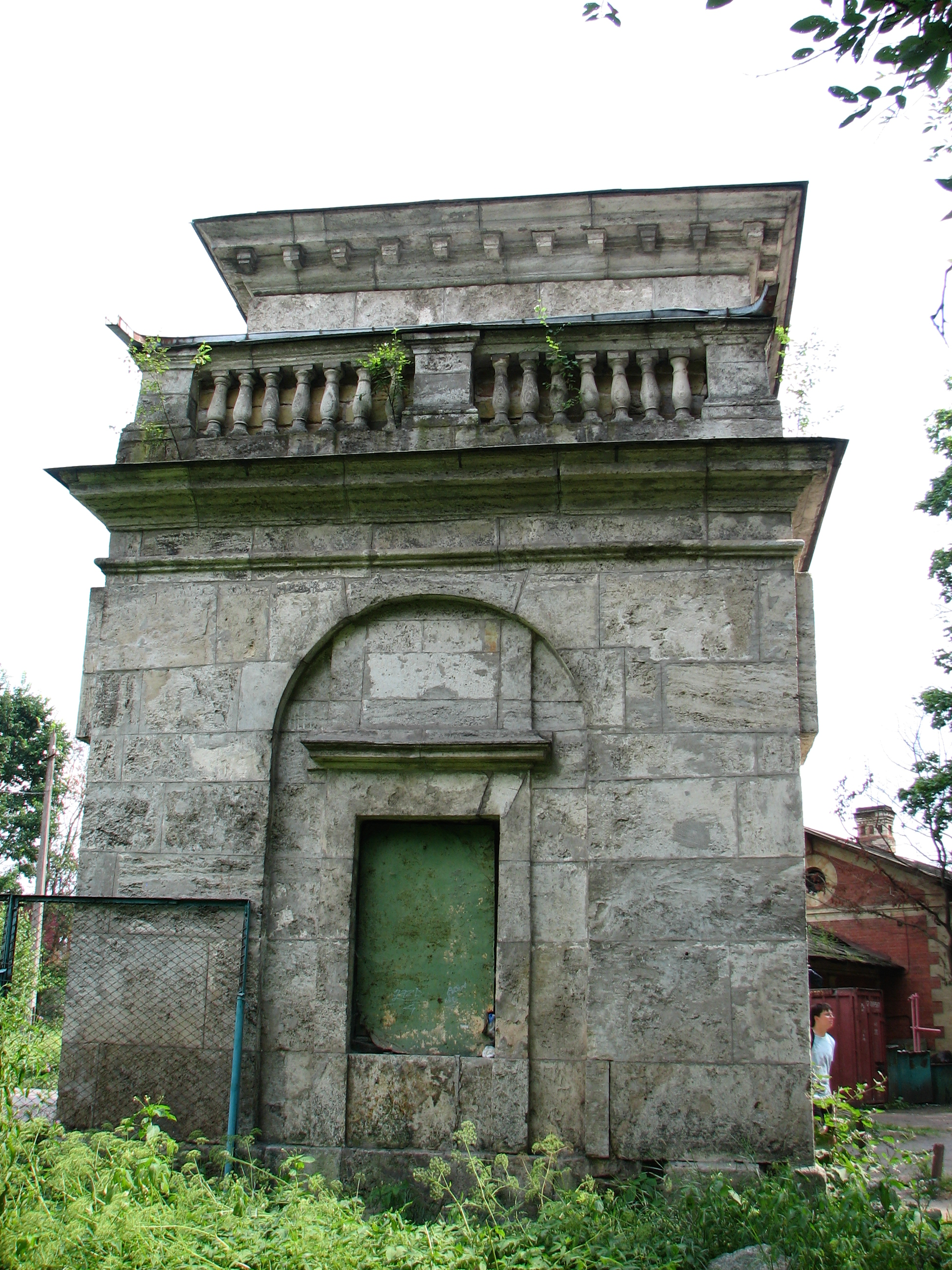
Боковой фасад пилона с окном
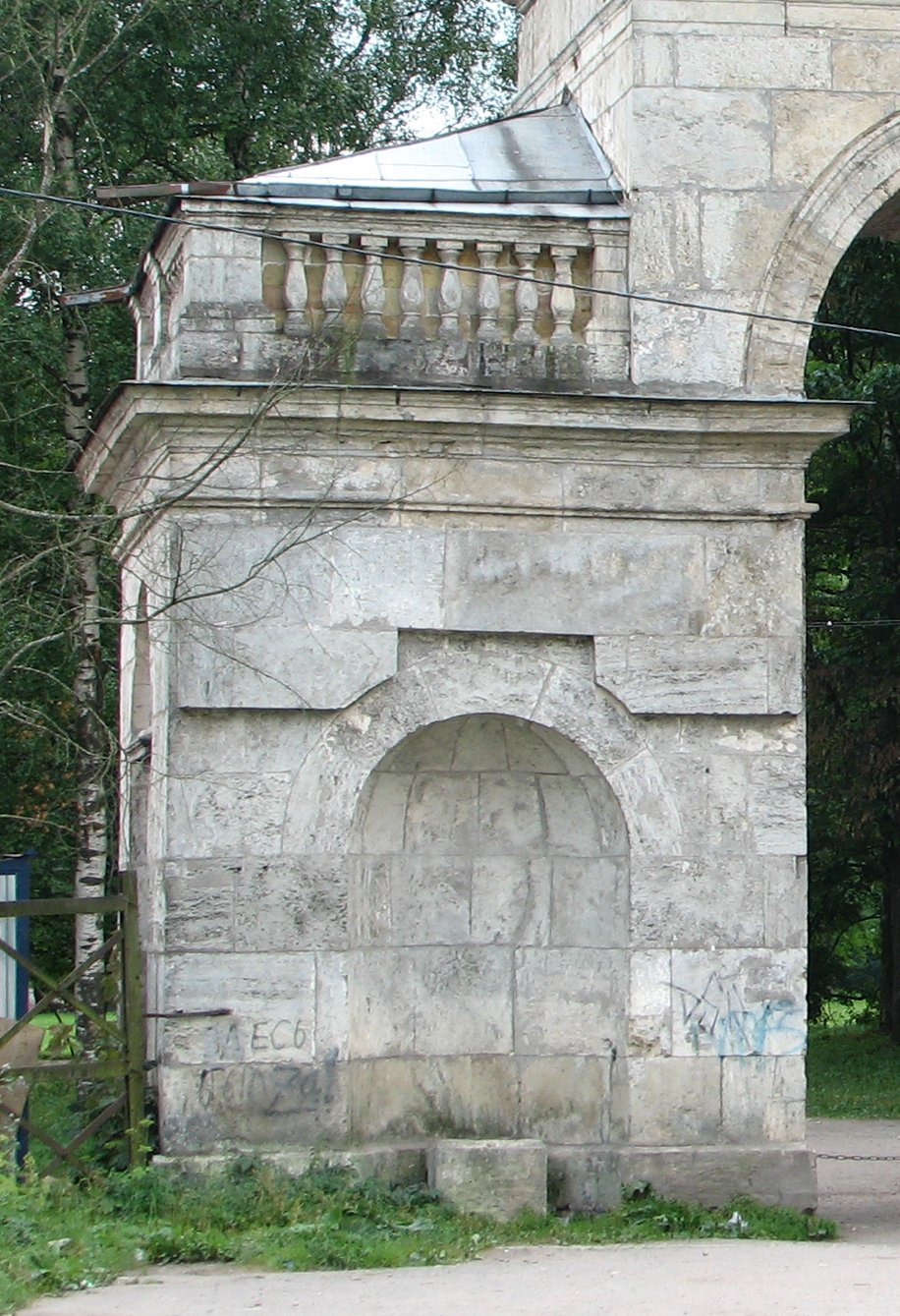
Главный фасад пилона с нишей для статуи
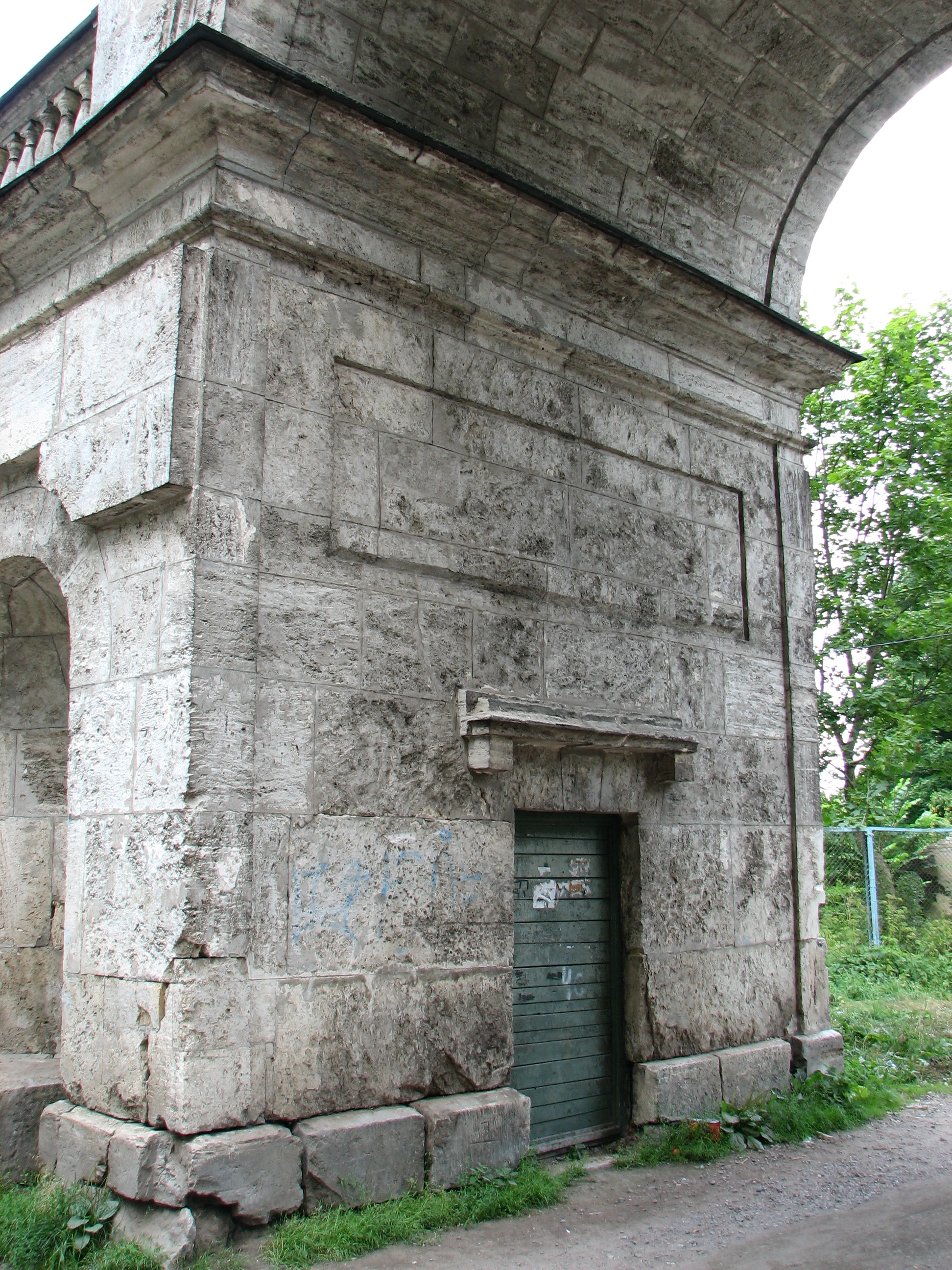
Арка проезда. Видна дверь в пилоне

### Описание композиции ворот
Выбранное архитектурное решение ворот восходит к стилю Древнего Рима. Сооружение оставляет впечатление триумфальности и монументальности, что достигается за счёт общих пропорций сооружения и соотношения отдельных его частей. Равная высота и ширина строения дают ощущение незыблемости и устойчивости, монументальность строения подчёркивается узкой по отношению к пилонам аркой, как бы зажатой между массивными павильонами.
Отдельные элементы ворот также играют немаловажную роль в восприятии всего сооружения. Живописно-выразительную игру света и тени дают как глубоко врезанные в массив пилонов ниши, так и далеко вынесенные карнизы. Созданный эффект подчёркивается рельефными панно на плоскостях стен сооружения. Характерной чертой ворот является сочетание изящества одних элементов с выразительностью других; так, архивольт арки завершается монументальным замковым камнем.
Фактура и цвет ворот обеспечивается материалом, в качестве которого был выбран пудостский камень. Каменные блоки акцентируют архитектонику сооружения, создавая ритмическое членение отдельных его элементов — фризов, панно, усиливая противопоставление несущих и несомых конструкций и визуально подчёркивая упругость и структуру пролёта.

### Неосуществлённые замыслы архитектора

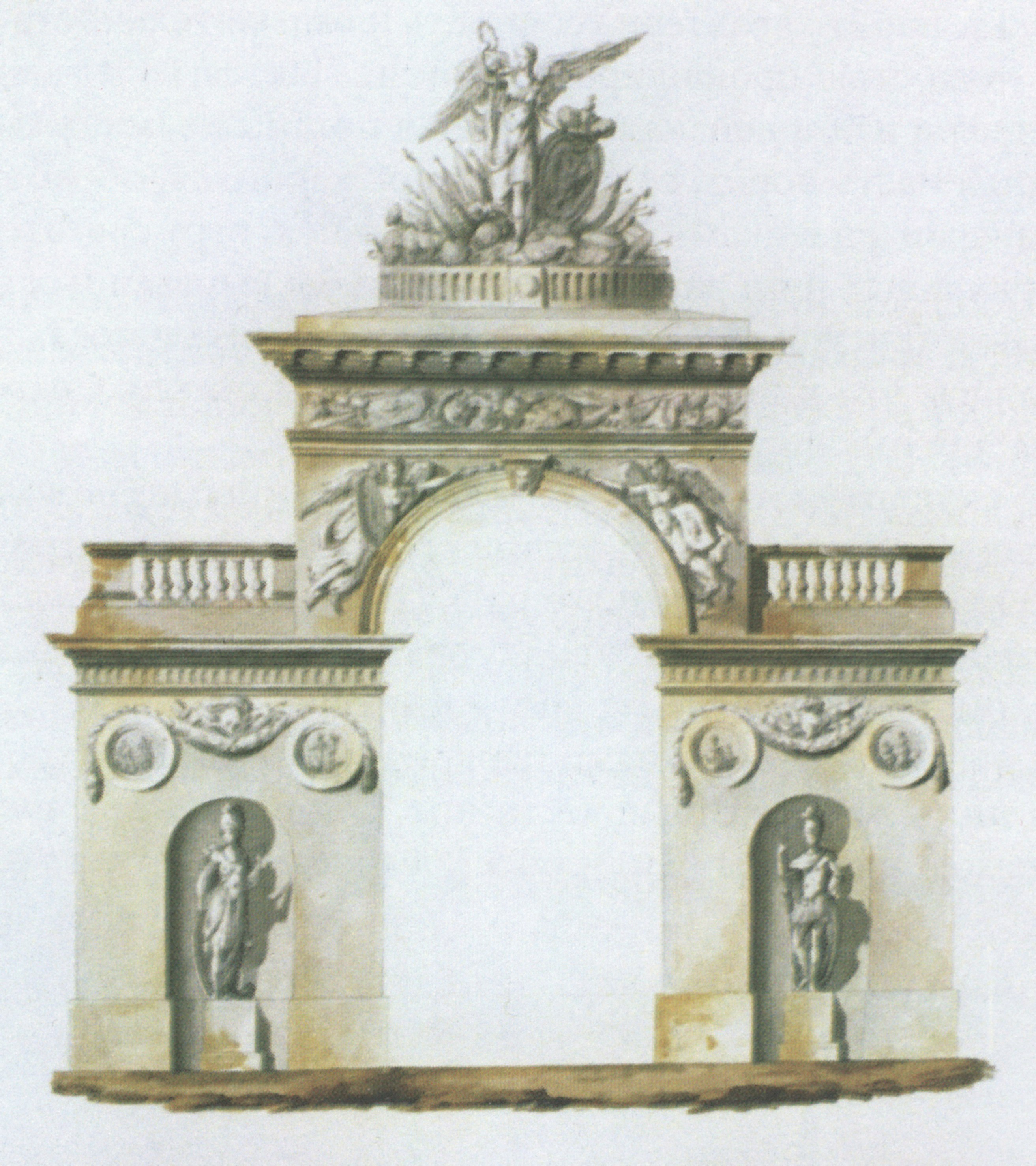
Проект ворот 1790-х годов

Сохранился проект Берёзовых ворот, датируемый 1790-ми годами. Можно заметить, что общий вид построенных ворот и ворот на чертежах проекта различается, в основном, наличием более богатого скульптурного декора.
В ниши планировалось установить скульптуры божеств, покровителей войны — Марса и Беллоны, для которых в нишах сохранились постаменты. Над нишами, вместо фигурных панно, должны были располагаться скульптурные медальоны, связанные гирляндами. Над арочным сводом на чертеже изображены барельефы летящих гениев победы, в верхней части пилонов — желобки, а на замковом камне — рельефная маска (похожие сюжеты осуществлены на некоторых воротах Санкт-Петербурга — арке Главного штаба, Нарвских триумфальных воротах), а на фризе — композиции из трофейного античного оружия. Венчать ворота должна была скульптурная композиция богини Ники (Славы) на овальном постаменте, возвышавшейся над знамёнами и «трофеями», поддерживающей левой рукой щит с изображением герба Российской империи и несущей в правой руке лавровый венок. Существующие ныне фигурные панно были оставлены по традиции каменных дел мастеров для реализации замыслов по оформлению ворот прямо на месте, однако этого не произошло.
Имеющиеся в проекте, но не воплощённые в жизнь замыслы архитектора должны были усилить впечатление триумфальности ворот. Несмотря на то, что проект не был осуществлён в полном объёме, многие исследователи сходятся во мнении, что Берёзовые ворота — одна из самых удачных построек Бренны в Дворцовом парке Гатчины.

## История

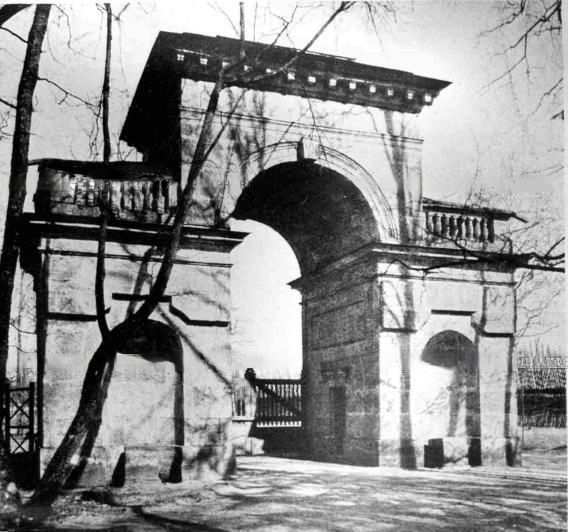
Берёзовые ворота. Фотография 1900-х годов

Берёзовые ворота построены в 1795-1798 годах по проекту архитектора Винченцо Бренны. Строительством ворот занимался каменных дел мастер Джованни Висконти. Договор на сооружение «из пудовского камня ворот в аглицком саду близ Берёзового домика» был заключён 24 января 1795 года с местным купцом Мартьяном Воробьёвым (по другим данным — Мокеем Фёдоровичем Воробьёвым). Через несколько месяцев, 30 апреля, к строительству был привлечён местный строитель, известный участием в строительстве многих гатчинских достопримечательностей, Кирьян Пластинин. Строителям было указано, чтобы ворота были построены к 1 сентября 1795 года «на показанном месте из пудовского самого чистого камня», но добыча и обработка камня затянулись до 1797 года. К концу этого года строительство самих ворот уже было завершено, хотя отделка внешнего вида продолжалась до апреля 1798 года, когда они наконец-то были закончены.

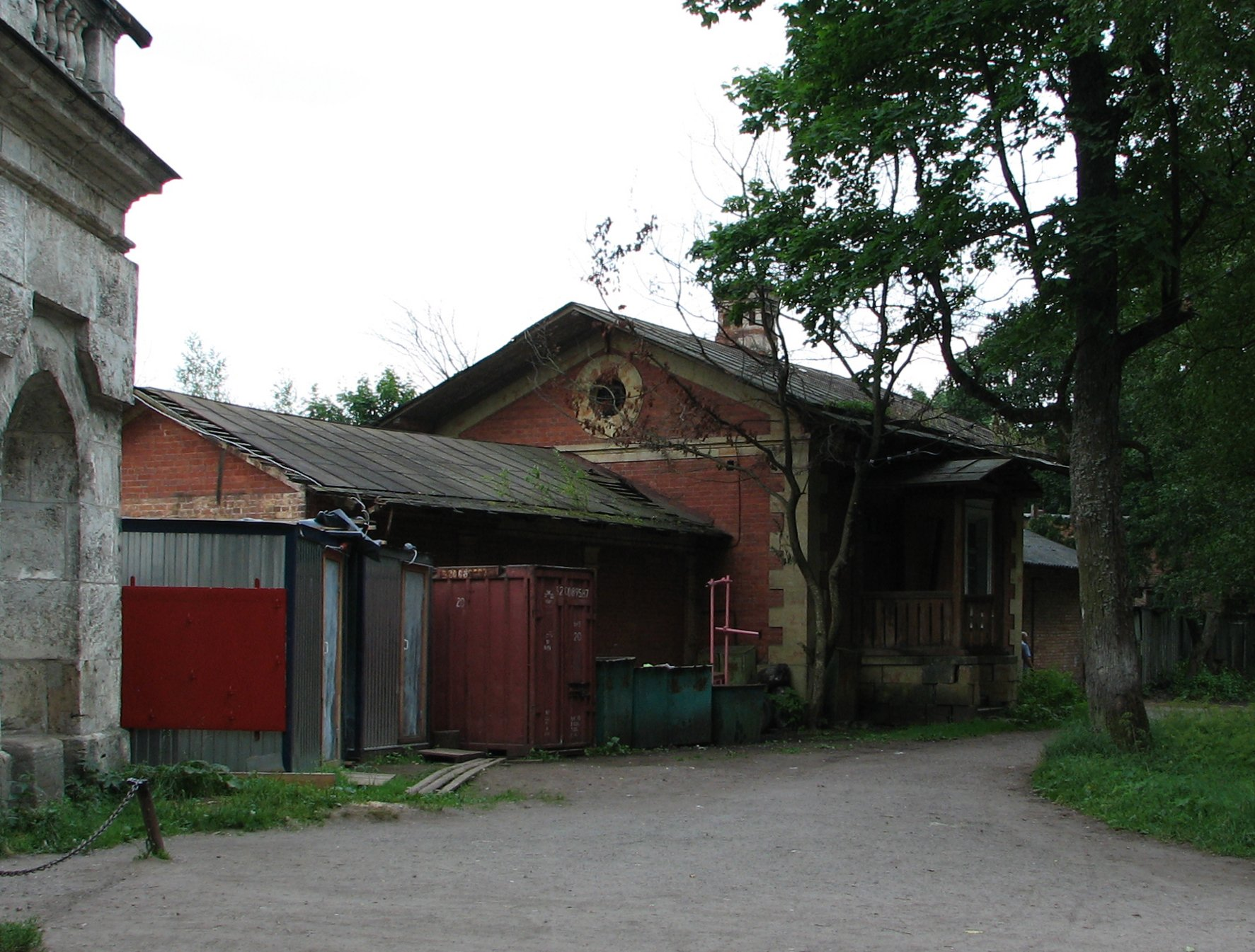
Караулка около ворот

Верхние ограждённые площадки кордегардий были запланированы и использовались в качестве одной из обзорных точек Дворцового парка — с них открывался вид на прилежащую к воротам территорию парка и гладь Белого озера.
В 1843 году площадки над боковыми павильонами были покрыты железной кровлей, что несколько изменило общий облик ворот. В то же время были снесены и лестницы, ведущие из внутренних помещений ворот на обзорные площадки в верхней части кордегардий, а сами помещения стали использоваться для склада садовых инструментов.
В 1881 году по проекту архитектора Людвига Францевича Шперера рядом с воротами Дворцового парка, в том числе и рядом с Берёзовыми воротами, были возведены караулки из красного кирпича.
Изначально назывались «ворота у Берёзового домика» от находящегося поблизости и построенного ранее Берёзового домика. В середине XIX века их название изменилось на «Большие каменные ворота», а в настоящее время их общепринятое название — «Берёзовые ворота».
После Великой Отечественной войны по воротам были проведены реставрационные и консервационные работы.